# オトラント城
オトラント城（伊: Castello Aragonese di Otranto）は、イタリアのプーリア州レッチェ県オトラント市にある城。城の名は歴史上初のゴシック小説『オトラント城奇譚』のタイトルとしても使われている。

## 歴史

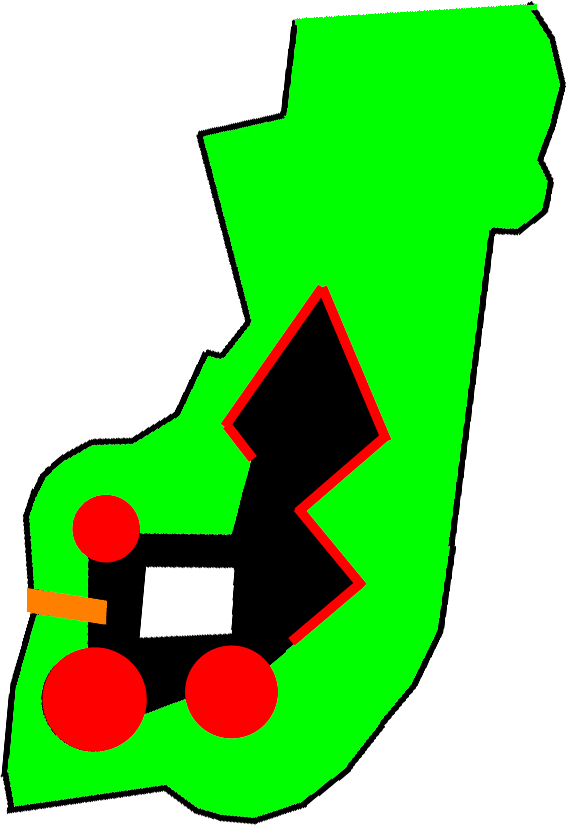
概略図。緑色は城本体と外壁の間の壕（空堀）。このため、橙色の橋を通らないと城内に入れない。

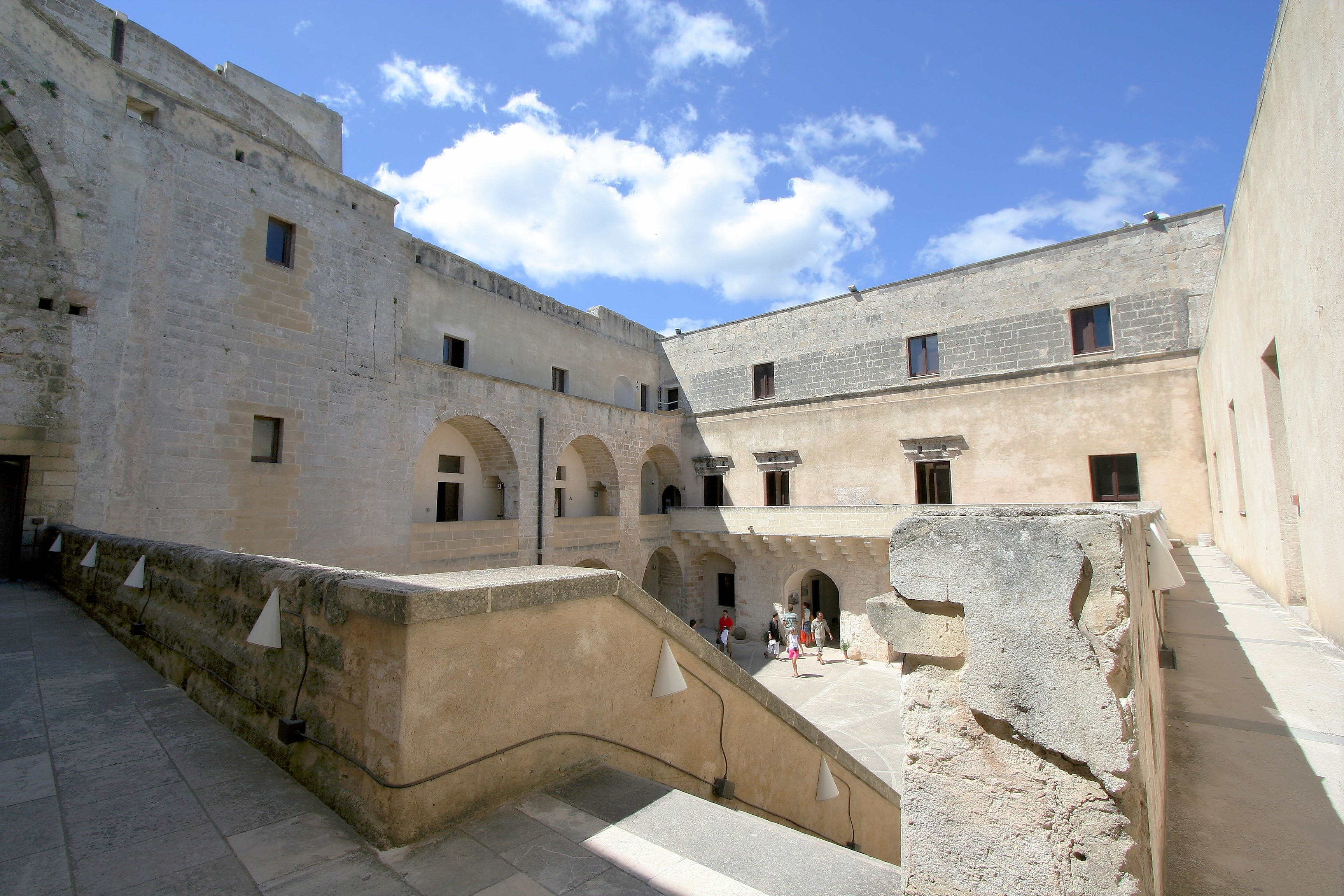
城壁内

古代から東方に向かう際の重要拠点であるオトラント市には、古くから堅固な城が築かれ、何世紀にもわたってその支配者は交代してきた。
東ローマ帝国とノルマン人の戦いによって1067年に受けた攻囲戦で、城は大きく損傷した。そこで、数年後、支配者となったプーリア・カラブリア公のロベルト・イル・グイスカルドの命令によって修復され、強化された。
1228年には神聖ローマ皇帝フリードリヒ2世によって城は改築された。その際に築かれた北東部に向けて突き出すように槍状の鋭い堡塁と城壁とが、もともと存在してた円筒形の塔を半ば飲み込むようにしている跡がはっきりと見える。
基礎部を詳しく見れば、もともとは城は四角形の中心部を持ち、四隅には円筒形の塔を配置するという設計だったことがわかる。
南イタリア全域がオスマン帝国の攻撃対象となった1480年のオトラントの戦いの後、城は再建される必要があった。これはカラブリア公アルフォンソ（のちのナポリ王アルフォンソ2世によって行われた。この世紀の終わりに、都市がヴェネツィアの手に渡った後で、各種の大砲を追加することでさらに強化された。
このアラゴン王家時代の城からは、塔と壁の一部のみが残っている。
現在の城の外観は、スペイン領時代のナポリ副王の築城術の精華の結果である。1535年、ペドロ・アルバレス・デ・トレドによって外壁と城門に防御力を増す工事が実施された。1578年には海に面した側に、新たに2つの角面堡が既存の堡塁を組み込む形で追加された。 次の世紀の半ばに、レッチェのG・F・サポナロが城をさらに強化するように依頼された。

### 影響
オトラント城は、史上初のゴシック小説、ホレス・ウォルポールによる『オトラント城奇譚』（1764年）と、 ヴォルテールによるオペラ・ブッファ『オトラント男爵』（1769年） に影響を与えた。

## その他のプロジェクト
- Wikimedia Commons contiene immagini o altri file su castello di Otranto